# Michigan City (Indiana)
Pour les articles homonymes, voir Michigan City.
Michigan City est une ville située dans le comté de LaPorte, dans l’État de l'Indiana, aux États-Unis. Elle fait partie de l'aire métropolitaine de Chicago telle que définie par le gouvernement des États-Unis. 

## Géographie
La ville s'étend sur 59,19 km2 et son centre est situé à environ 80 km au sud-est de Chicago.  
Michigan City attire un grand nombre de touristes, provenant de Chicago et de l'Indiana, lors des mois d'été, en raison de sa proximité de l'Indiana Dunes National Lakeshore et de ses plages situées sur les rives du lac Michigan.

## Démographie
| Groupe            | Michigan City | Indiana | États-Unis |
| ----------------- | ------------- | ------- | ---------- |
| Blancs            | 64,9          | 84,3    | 72,4       |
| Afro-Américains   | 28,1          | 9,1     | 12,6       |
| Métis             | 3,7           | 2,0     | 2,9        |
| Autres            | 2,1           | 2,7     | 6,4        |
| Asiatiques        | 0,7           | 1,6     | 4,8        |
| Amérindiens       | 0,4           | 0,3     | 0,9        |
| Total             | 100           | 100     | 100        |
|                   |               |         |            |
| Latino-Américains | 5,6           | 6,0     | 16,7       |

Selon l’American Community Survey, pour la période 2011-2015, 93,16 % de la population âgée de plus de 5 ans déclare parler anglais à la maison, alors que 3,80 % déclare parler l'espagnol, 0,55 % le vietnamien et 2,49 % une autre langue.

## Politique et administration
La ville est dirigée par un maire et un conseil de neuf membres, élus pour un mandat de quatre ans.

### Liste des maires
| Période                                  | Période  | Identité             | Étiquette | Qualité |
| ---------------------------------------- | -------- | -------------------- | --------- | ------- |
| Les données manquantes sont à compléter. |          |                      |           |         |
| 2011                                     | 2019     | Ron Meer             | D         |         |
| 2019                                     | 2023     | Duane Parry          | R         |         |
| 30 décembre 2023                         | en cours | Angie Nelson-Deuitch | D         |         |

## Personnalités liées à la ville
- Naomi Anderson (1843-1899), suffragette afro-américaine, y est née
- Grace Helen Kent (1875-1973), psychologue américaine, y est née.
- Thomas S. Burns (1945-), historien et archéologue, y est né.
- Anne Baxter (1923-1985), actrice, y est née.